# Grundsten
En grundsten kan være et fundament af kampesten eller en indmuret hjørnesten.
En grundstensnedlæggelse er en ceremoni, der finder sted ved et byggearbejdes start. En variant er en indmuringsceremoni hvor grundstenen bliver indmuret som hjørnesten eller sten som er forsynet med en inskription indmuret et synligt sted.
Det nedlagte, som indstøbes i fundamentet, kan være en æske, kapsel eller lignende, som indeholder relevante oplysninger om bygningens forhistorie, arkitekt eller den person, som bygningen er opkaldt efter etc. Der kan også nedlægges tidens gangbare mønter og et såkaldt grundlæggelsesdokument.
Normalt er det en betydningsfuld person, som bliver udvalgt til at foretage grundstensnedlæggelsen.